# Мусинский сельсовет (Новосибирская область)
Мусинский сельсовет — сельское поселение в Каргатском районе Новосибирской области Российской Федерации.
Административный центр — село Мусы.

## История
Статус и границы сельского поселения установлены Законом Новосибирской области от 2 июня 2004 года № 200-ОЗ «О статусе и границах муниципальных образований Новосибирской области»

## Население
| 2002 | 2010 | 2012 | 2013 | 2014 | 2015 | 2016 |
| ---- | ---- | ---- | ---- | ---- | ---- | ---- |
| 519  | ↘363 | ↗365 | ↘362 | ↘342 | ↘335 | ↘331 |
| 2017 | 2018 | 2019 | 2020 | 2021 |      |      |
| ↘318 | ↘309 | ↘307 | ↘291 | ↘272 |      |      |

## Состав сельского поселения
| № | Населённый пункт | Тип населённого пункта       | Население |
| - | ---------------- | ---------------------------- | --------- |
| 1 | Медяковский      | посёлок                      | ↘27       |
| 2 | Мусы             | село, административный центр | ↘325      |
| 3 | Ровенский        | посёлок                      | ↘11       |